# Paul Sylva
Paul Sylva – belgijski strzelec, medalista mistrzostw świata.
Sylva raz stał na podium mistrzostw świata. Zdobył srebro w drużynowym strzelaniu z karabinu małokalibrowego stojąc z 50 m podczas turnieju w 1930 roku (skład zespołu: Marcel Gheyssens, Marcel Lafortune, François Lafortune, Paul Sylva, Paul Van Asbroeck).

## Wyniki

### Medale mistrzostw świata
Opracowano na podstawie materiałów źródłowych:
| Mistrzostwa    | Konkurencja                                   | Wynik             | Miejsce |
| -------------- | --------------------------------------------- | ----------------- | ------- |
| Antwerpia 1930 | Karabin małokalibrowy stojąc, 50 m, drużynowo | 1794 pkt. (druż.) |         |